# Doix
Doix is een plaats en voormalige gemeente in het Franse departement Vendée in de regio Pays de la Loire en telt 793 inwoners (1999). De plaats maakt deel uit van het arrondissement Fontenay-le-Comte.

## Geschiedenis
Doix is op 1 januari 2016 gefuseerd met de gemeente Fontaines tot de gemeente Doix lès Fontaines. 

## Geografie
De oppervlakte van Doix bedraagt 13,3 km², de bevolkingsdichtheid is 59,6 inwoners per km².
De onderstaande kaart toont de ligging van Doix met de belangrijkste infrastructuur en aangrenzende gemeenten.

## Demografie
Onderstaande figuur toont het verloop van het inwonertal.